# Aacanthocnema casuarinae
Aacanthocnema casuarinae är en insektsart som först beskrevs av Walter Wilson Froggatt 1901.  Aacanthocnema casuarinae ingår i släktet Aacanthocnema och familjen spetsbladloppor. Inga underarter finns listade i Catalogue of Life.